# 荒井佑奈
荒井佑奈（日语：／ Arai Yūna，2003年12月25日—），童星、日本年少偶像。自2017年6月1日起，所屬事務所為Universal Collection。之前則隸屬於Maicompany。
2003年12月25日，荒井佑奈於東京都出身。之後以童星的身份在電視節目和廣告上亮相。2012年6月，荒井出道成為寫真偶像，並在2012至2019年期間推出多部寫真作品。
荒井曾跟姐姐荒井暖菜和妹妹荒井由莉采結成姊妹偶像組合「Halation」，不過由於後兩者決定於2018年從藝能界退出，故組合只好解散。她的興趣為玩遊戯和唱卡拉OK，特技則為跳舞。

## 生平
荒井佑奈在2003年12月25日於東京都岀生。
2016年5月，荒井在Cosplay小貓和身穿水手服的情況下進行寫真拍攝工作。有關內容集結成寫真DVD《佑奈的補課》（佑奈の課外授業），於同年7月29日推出市面。
2018年1月25日，荒井推出了新作《糖果少女》（Candy ガール）。荒井於2018年7月25日推出了在沖縄拍攝的《美麗少女》（ちゅらガール），她在作中身穿了黃色、紅色、淺藍色的泳衣，並在泳池、海邊等地方取景。2018年8月，荒井去了東京都內的一間工作室，在那進行拍攝工作，以此在2018年11月25日推出《耀目少女》（きらりんガール），當中她以身穿運動裝、校服、泳衣等衣物的樣子進行拍攝。
荒井曾跟姐姐荒井暖菜和妹妹荒井由莉采結成姊妹偶像組合「Halation」。2018年12月31日，暖菜和由莉采從藝能界退出，同時「Halation」組合解散。

## 人物
她有一名姐姐荒井暖菜。
荒井的興趣為玩遊戯和唱卡拉OK。特技則為跳舞。荒井在2016年時稱自己希望「出現在時尚雜誌上」。在2018年時則改口稱自己的夢想為「成為像永野芽郁般的模特兒」。

## 作品

### DVD
| 日期           | 名稱 | 發行商   |
| -------------- | ---- | -------- |
| 2012年6月22日  |      |          |
| 2012年8月25日  |      |          |
| 2012年10月23日 |      |          |
| 2012年4月19日  |      |          |
| 2013年2月23日  |      |          |
| 2013年7月25日  |      | EIC-BOOK |
| 2013年9月23日  |      |          |
| 2014年4月23日  |      |          |
| 2016年7月29日  |      |          |
| 2016年10月29日 |      |          |
| 2017年5月25日  |      | EIC-BOOK |
| 2018年1月25日  |      | EIC-BOOK |
| 2018年7月25日  |      | EIC-BOOK |
| 2018年11月25日 |      | EIC-BOOK |
| 2019年3月25日  |      | EIC-BOOK |
| 2019年9月25日  |      | EIC-BOOK |

### 電視節目
| 日期   | 名稱 |
| ------ | ---- |
| 2009年 |      |
| 2009年 |      |
| 2009年 |      |

### 團體活動
| 日期                 | 名稱     |
| -------------------- | -------- |
| 2014年2月-2016年4月  | [ 10 ]   |
| 2017年1月-2018年12月 | Halation |

## 外部連結
- 暖菜☆佑奈☆由莉采☆煌博☆のブログ  （页面存档备份，存于）- Ameba Blog
- 荒井佑奈的X（前Twitter）
- 荒井佑奈的X（前Twitter）
- 株式会社ユニバーサルコレクション （页面存档备份，存于） ‐ 所屬事務所
- 荒井佑奈  （页面存档备份，存于）- allcinema